# Максимены
Максимены (рум. Maximeni, Максимень) — село в Чимишлийском районе Молдавии. Наряду с сёлами Жавгур и Артимоновка входит в состав коммуны Жавгур.

## География
Село расположено на высоте 154 метров над уровнем моря. Недалеко от восточной окраины села по направлению с севера на юг протекает река Ялпуг.

## Население
По данным переписи населения 2004 года, в селе Максимень проживает 490 человек (238 мужчин, 252 женщины).
Этнический состав села:
| Национальность | Число жителей | Процентный состав |
| -------------- | ------------- | ----------------- |
| болгары        | 258           | 52.65             |
| молдаване      | 185           | 37.76             |
| украинцы       | 31            | 6.33              |
| гагаузы        | 10            | 2.04              |
| русские        | 6             | 1.22              |
| Всего          | 490           | 100 %             |